# نفخ الزجاج
نفخ الزجاج هو أسلوب تشكيل الزجاج الذي ينطوي على تضخيم الزجاج المصهور ليصبح على شكل فقاعة بالاستعانة بأنبوب النفخ، ويطلق على الشخص الذي يقوم بنفخ الزجاج بنافخ الزجاج أو الزجًاج أو كبير الفنيين، ويقوم عامل المصابيح بمعالجة الزجاج باستخدام الشعلة على نطاق أصغر، مثلما يحدث في معامل إنتاج الأواني الزجاجية من الزجاج البورسليكات.
في الدورة الثامنة عشرة للجنة الحكومية الدولية لصون التراث الثقافي غير المادي التابع لليونسكو التي أقيمت في العام 2022، تم إدراج نفخ الزجاج التقليدي ضمن قائمة الصون العاجل للتراث الثقافي اللامادي بناءً على ترشيح سوريا.

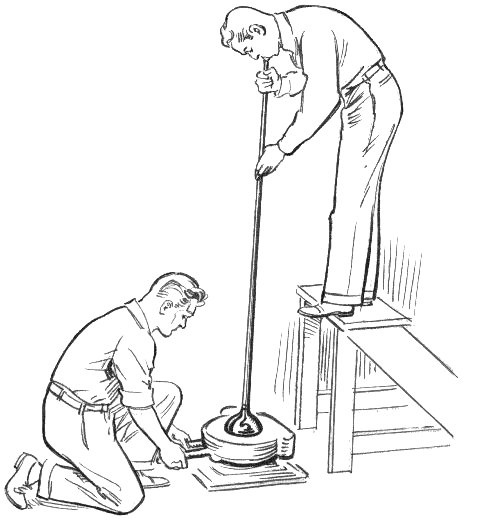

## مبادئ أساسية

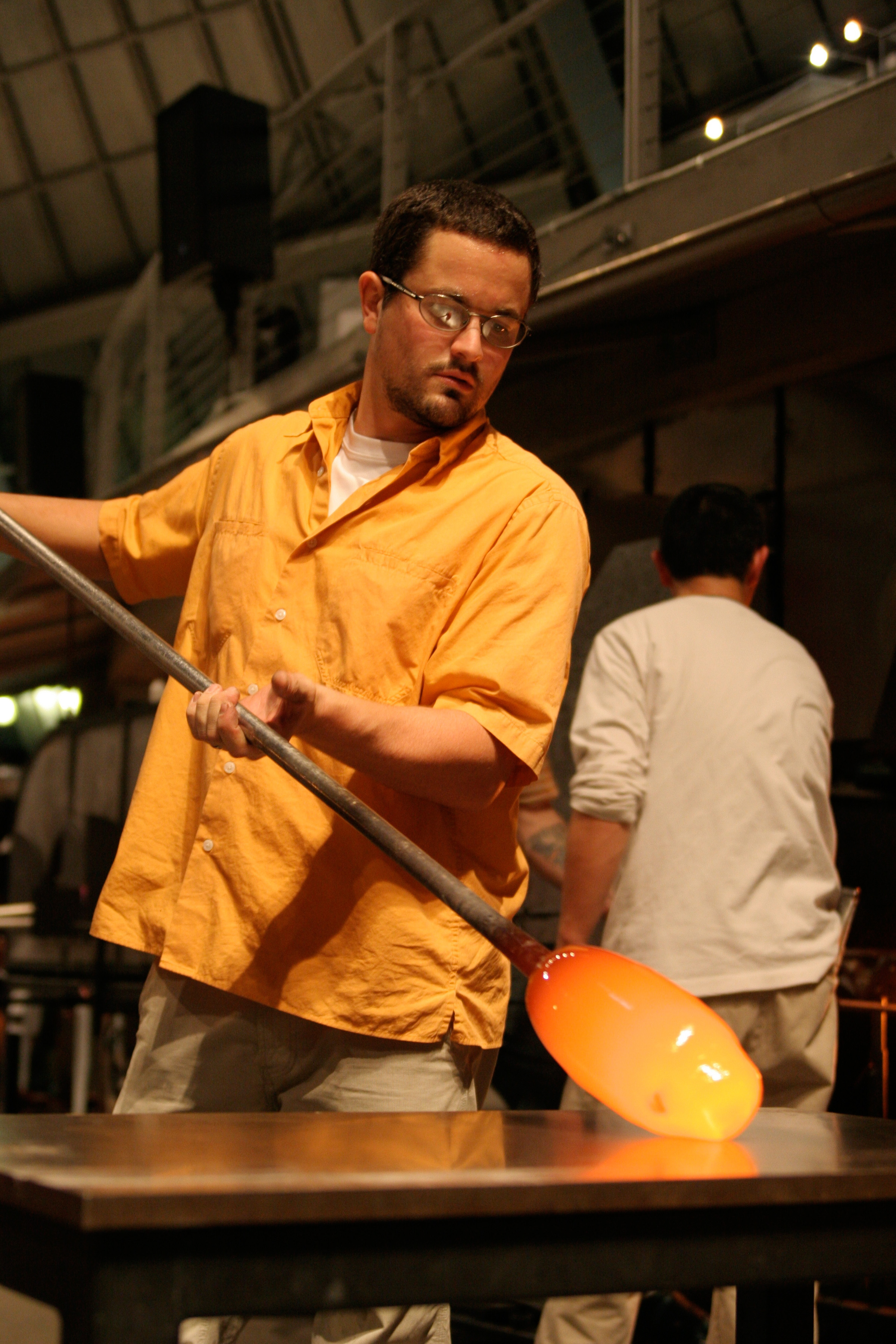
نافخ الزجاج جان بيير كانيلز ينحت جزء من قطعته "تفاهه".

عندما اُستحدثت الطريقة الجديدة لتشكيل الزجاج في منتصف القرن الميلادي الفائت، استفادت معامل نفخ الزجاج من خاصية لم تكن معروفة في السابق للزجّاجين وهي التضخيم. فالتضخم يشير إلى تكبير حجم السائل الزجاجي المنصهر من خلال إدخال كمية صغيرة من الهواء داخله، وتعتمد هذه الخاصية على بنية الزجاج السائل حيث تحتجز الذرات معاً بسبب روابط كيميائية قوية في شبكة غير مرتبة وعشوائية، حيث يصبح الزجاج المصهور لزجاً بما فيه الكفاية ليتقبل النفخ ويتصلب تدريجياً مع فقدانه الحرارة. جرى إدخال تغييرات في بنية الزجاج من أجل زيادة صلابة الزجاج المصهور وهو ما يسهل بدوره عملية النفخ. وبناءً على دراساتهم لعمليات تجميع الزجاج القديم من صفوريه بفلسطين، قام فيشر ومكري بافتراض أن تركيز النطرون، الذي يعمل بمثابة الصهور في الزجاج، أقل قليلاً في الأوعية المنفوخة عن تلك المصنعة بطريقة الصب، والتركيز الأقل للنطرون يجعل الزجاج أكثر احتمالاً لعملية النفخ.
وخلال عملية النفخ تبرد طبقات الزجاج الأكثر رقة بشكل أسرع من الأكثر سمكاً وتصبح أكثر لزوجة من الطبقات الأكثر سمكاً، وهذا التأثير يسمح بإنتاج الزجاج المنفوخ بسمك موحد، بدلاً من النفخ من خلال الطبقات الضعيفة.
وقد تم استحداث مجموعة كبيرة من طرق نفخ الزجاج خلال عقود من اختراعها، وهناك طريقتان رئيسيتان لنفخ الزجاج، وهما طريقة النفخ الحر وطريقة النفخ المقولب.

## النفخ الحر

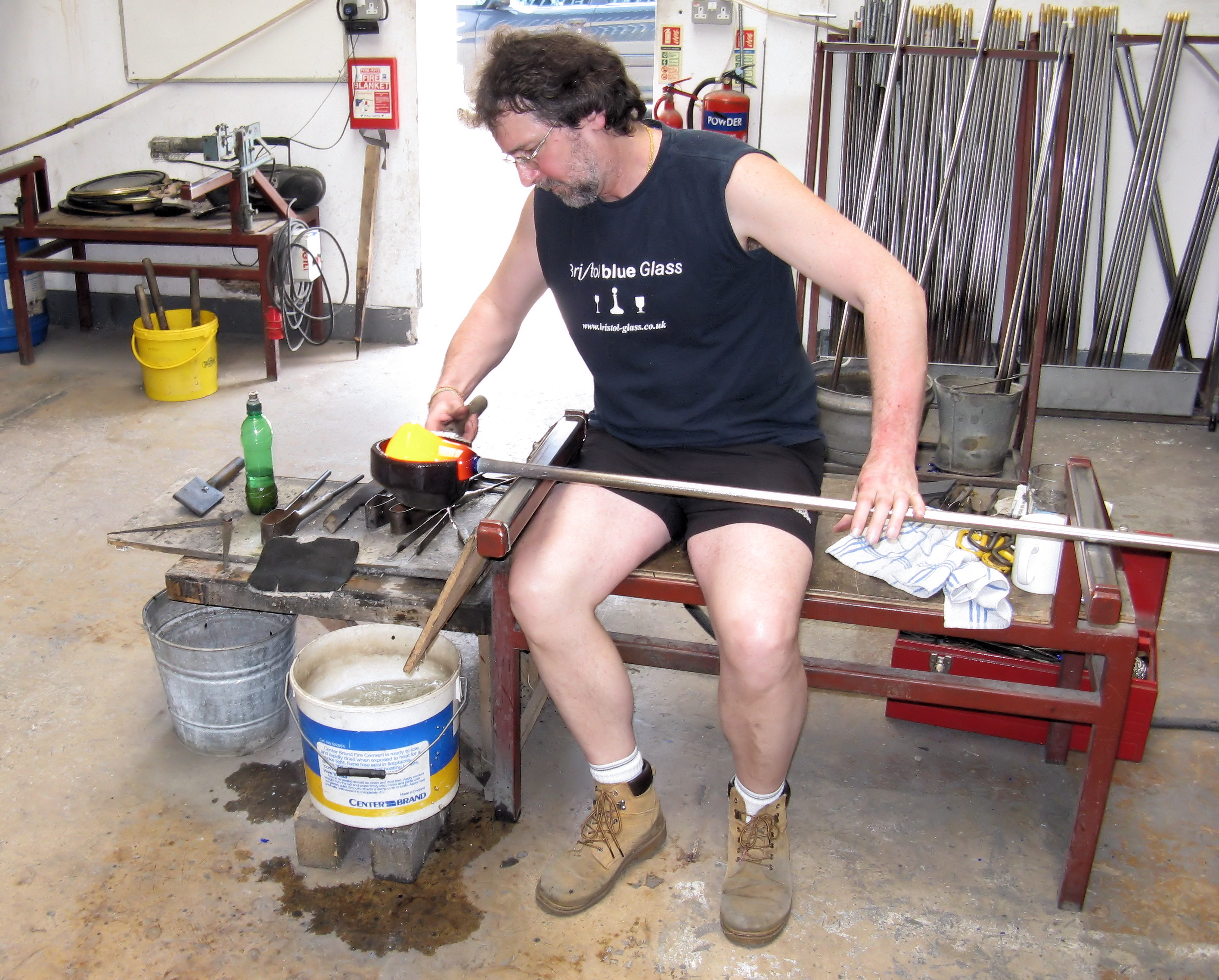
مرحله في تصنيع مصفق السفينة لبريستول الزجاج الأزرق. يمسك نافخ الزجاج انبوب النفخ بيده اليسرى و الزجاج متوهج باللون الأصفر.

لقد احتلت هذه الطريقة موقعاً بارزاً في صناعة تشكيل الزجاج منذ بدء العمل بها في منتصف القرن الأول قبل الميلاد وحتى أواخر القرن 19، ومازالت تُستخدم على نطاق واسع في الوقت الحاضر كأسلوب لتشكيل الزجاج، وخاصة للأغراض الفنية، وتنظوي عملية نفخ الزجاج على نفث كميات هواء قليلة من خلال جزء من الزجاج المنصهر يسمى «المستجمع» والذي تم نفثه في أحد طرفي أنبوب النفخ، مما يؤدي إلى تكوين قشرة مرنة على السطح الداخلي للزجاج السائل تتوافق مع القشرة الخارجية الناجمة عن توقف مصدر الحرارة في الفرن، ومن ثم يمكن للزجّاج تكبير الزجاج المصهور بسرعة إلى فقاعة متماسكة ويعمل عليها قبل أن تتحول إلى الشكل المطلوب.
وقد حاول الباحثون في متحف توليدو للفنون إعادة استخدام أسلوب النفخ الحر القديمة باستخدام أنابيب النفخ الطينية، وأثبتت النتيجة أن أنابيب النفخ الطينية القصيرة البالغ طولها 30-60 سم تسهل عمل الزجّاج لأنها بسيطة في استخدامها ومن السهل معالجتها ويمكن إعادة استخدامها عدة مرات، ويستطيع العمال المهرة تشكيل أي وعاء من خلال تدوير الأنبوب وأرجحتها والتحكم في درجة حرارة القطعة أثناء قيامهم بالنفخ، بحيث يمكنهم إنتاج مجموعة كبيرة ومتنوعة من القطع الزجاجية، بدءاً من أكواب الشرب إلى زجاج النوافذ.
ومن الأمثلة البارزة على أسلوب النفخ الحر زهرية بورتلاند، وهي حجر صُنع خلال الحقبة الرومانية. وقد أجرى غودنراث ووايتهاوس تجربة بهدف إعادة إنتاج زهرية بورتلاند، وتم تجميع كمية من الزجاج الأزرق المطلوب لجسم الإناء في نهاية أنبوب النفخ وتم غمسه بعد ذلك في وعاء من الزجاج الأبيض الساخن، وحدث التمدد عندما قام الزجّاج بنفخ الزجاج المصهور إلى المجال الداخلي وتمدد داخل الزهرية مع طبقة من الزجاج الأبيض التي تغطي الجسم الأزرق.

## النفخ المقولب
النفخ المقولب هو طريقة بديلة لنفخ الزجاج ظهرت بعد اختراع طريقة النفخ الحر فخلال الحقبة الأولى من الربع الثاني للقرن الأول الميلادي تم وضع كتلة من الزجاج المصهور على نهاية أنبوب النفخ وبعد ذلك يتم تكبيرها في قالب خشبي أو معدني منحوت، وبهذه الطريقة يتم تحديد شكل وملمس فقاعة الزجاج من خلال التصميم الداخلي للقالب بدلاً من المهارة.
يُستخدم نوعان من القوالب كثيراً وهي القالب أحادي القطعة والقالب متعدد القطع لإنتاج الآنية في بطريقة النفخ المقولب، وتسمح الطريقة السابقة بنزع القطعة الزجاجية النهائية في حركة واحدة عن طريق سحبها إلى أعلى من القالب أحادي القطعة، وهي تستخدم بشكل واسع لإنتاج أدوات المائدة والأوعية النفعية المستخدمة للتخزين والنقل. وفي حين تصنع الأخيرة في قطع مقولبة متعددة الألواح يتم وضعها معاً، مما يتيح عمل نماذج سطحية وملمس وتصميم أكثر تعقيداً.
وقد تم نفخ الدورق الورقي الروماني، المعروض حالياَ في متحف بول غيتي، في قالب من ثلاثة أجزاء مزينة بإفريز من أوراق الشجر البارزة يضم أربعة نباتات متعامدة، وفي الوقت نفسه حاول تايلور وهيل إعادة إنتاج الآنية بطريقة النفخ المقولب باستخدام قوالب من ثلاثة أجزاء مصنوعة من مواد مختلفة، وبينت النتيجة أن القوالب المعدنية، والبرونز على وجه الخصوص، هي الأكثر فاعلية في إنتاج تصميمات ببروزات مرتفعة على الزجاج من قوالب الجص والقوالب الخشبية.
وقد مكن تطوير أسلوب النفخ المقولب الصانعين من الإنتاج السريع للقطع الزجاجية بكميات كبيرة مما شجع الإنتاج الضخم والتوزيع على نطاق واسع للمنتجات الزجاجية.

## نفخ الزجاج الحديث

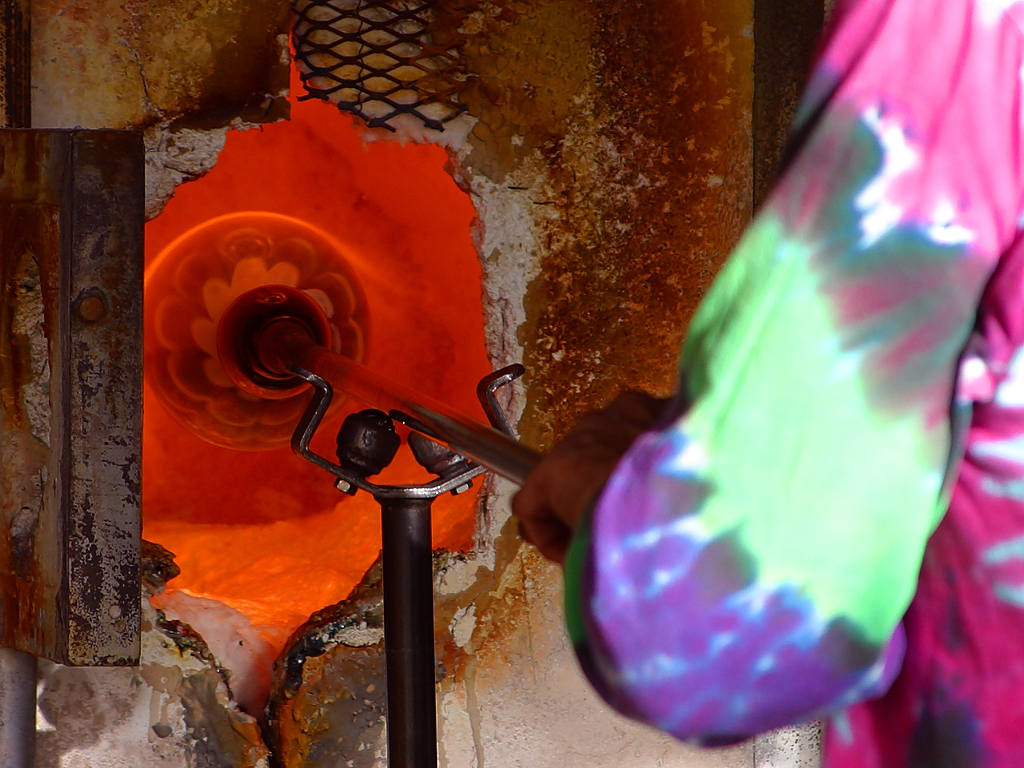
استخدام ثقب المجد لتسخين قطعه على نهاية انبوب النفخ.

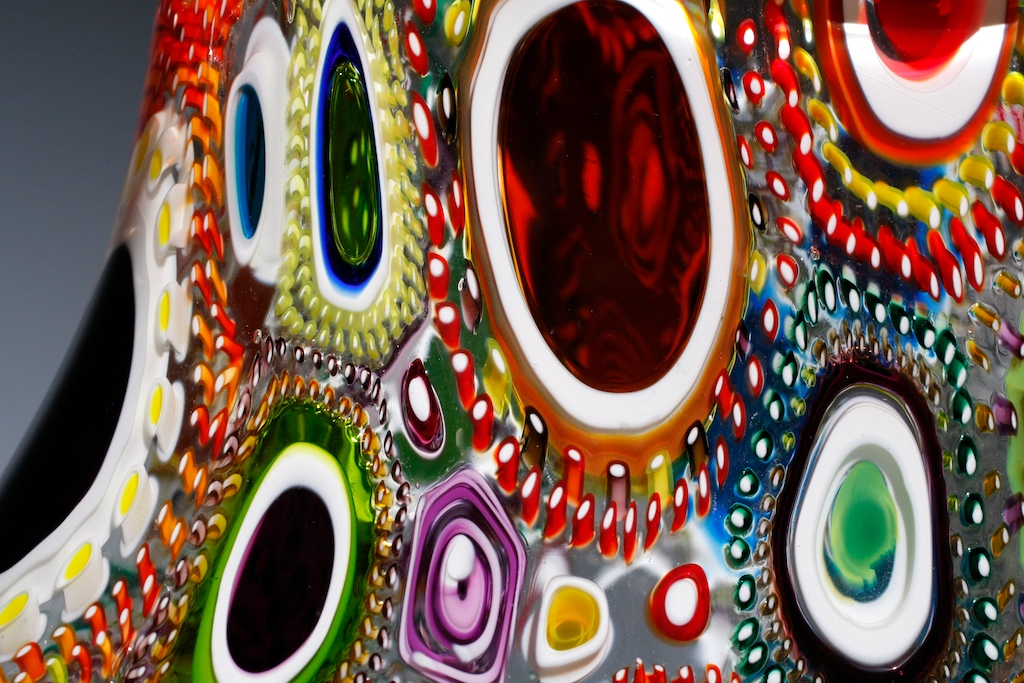
زجاج مصنوع من المورين المعقد و قصب الزانفيريكو والذي من الممكن ان يمتلك قدرا كبيرا من التفاصيل.

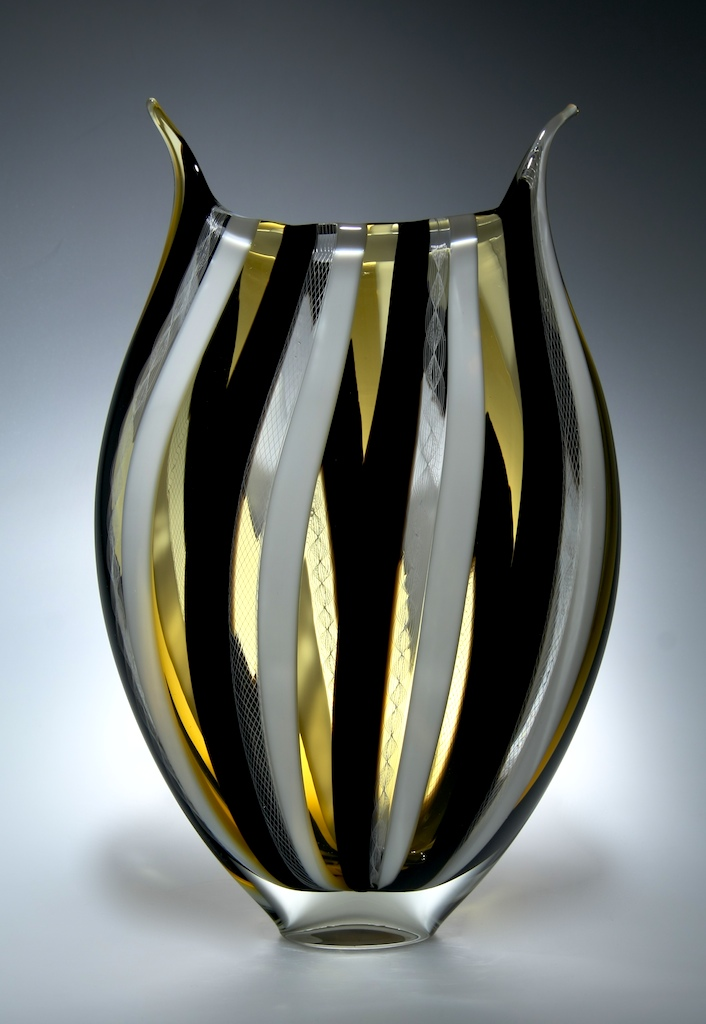
يمكن صنع زجاج بأنماط مخططه دقيقه من خلال عمليه تسمى القصب والذي ينطوي على استخدام قضبان من الزجاج الملون.

تتحول المواد الخام إلى الزجاج عند درجة حرارة تتراوح بين 2.400 فهرنهايت (1.320 درجة مئوية)، والزجاج تنبعث منه حرارة كافية ليظهر باللون الأبيض، ثم يُترك الزجاج ليترقق بعد ذلك (ليسمح للفقاعات بالخروج من الكتلة)، ومن ثم يتم تقليل درجة حرارة في الفرن إلى حوالي 2.000 درجة فهرنهايت (1.090 درجة مئوية)، وعند هذه المرحلة يظهر الزجاج باللون البرتقالي الساطع. وعلى الرغم من أن معظم أعمال نفخ الزجاج تتم بين 1.600 و1.900 درجة فهرنهايت (870 و1.040 درجة مئوية)، إلا أن زجاج «جير الصودا» يظل مرناً إلى حد ما وقابلاً للتشكيل عند درجة 1.350 فهرنهايت (730 درجة مئوية)، وعادة ما يتم التصلب ما بين 700 و900 درجة فهرنهايت (371 و482 درجة مئوية).
تستخدم عملية نفخ الزجاج ثلاثة أفران، أولها والذي يحتوي على بوتقة من الزجاج المصهور يشار إليه ببساطة باسم الفرن، أما الثاني فيسمى «ثقب المجد» ويستخدم لتسخين القطعة بين خطوات العمل معها، هذا في حين يسمى الفرن الأخير «المصلب» ويستخدم لتبريد الزجاج ببطء وعلى مدى فترة تتراوح من بضع ساعات إلى بضعة أيام. فذلك يتوقف على حجم القطع ويحافظ على الزجاج من التكسير أو التحطيم بسبب الإجهاد الحراري. وتاريخياً توضع جميع الأفران الثلاثة في بناء واحد مع مجموعة من غرف البرودة تدريجياً لكل غرض من الأغراض الثلاثة، ولا يزال العديد من استوديوهات نفخ الزجاج في المكسيك وأمريكا الجنوبية يستخدم هذا الأسلوب.
وتشمل الأدوات الرئيسية التي يستخدمها نافخو الزجاج أنبوب النفخ (أو المضرب) والقضيب (البونتيل أو المغزل) والدكة/المائدة ولوح التشكيل والكتل والرافعات والمجاذيف والملاقط والورق ومجموعة متنوعة من المقصات.
يتم تسخين طرف أنبوب النفخ أولاً ثم يُغمس في الزجاج المنصهر في الفرن، ويتم «تجميع» الزجاج المنصهر على طرف أنبوب النفخ بطريقة تشبه كثيراً التي يتم بها التقاط العسل اللزج على قحافة العسل، ومن ثم يتم لف هذا الزجاج على لوح التشكيل والذي كان في السابق لوحاً مسطحاً من الرخام ولكنه اليوم عبارة عن لوح من الفولاذ مسطح وسميك إلى حد ما، ويطلق على هذه العملية «الدحرجة» والتي تؤدي إلى تكوين قشرة باردة على السطح الخارجي لسائل الزجاج المصهور وتشكيله، بعد ذلك يتم نفخ الهواء في الأنابيب لتتشكل فقاعة، وبعد ذلك يمكن للزجّاج أن يجمع المزيد من الزجاج على تلك الفقاعة لإنشاء قطعة أكبر، وبمجرد أن تصل القطعة إلى حجمها النهائي التقريبي، يتم إعطاء الشكل النهائي لقاع الإناء، ثم يتم تركيب الزجاج المصهور على قضبان الفولاذ المقاوم للصدأ أو الحديد يسمى المغزل لتشكيل ونقل قطعة من أنبوب النفخ الجوفاء لعمل فتحة و/أو لوضع اللمسات الأخيرة على القمة.
الدكة أو المائدة هي محطة عمل نافخي الزجاج وبها مكان لجلوس نافخي الزجاج ومكان للأدوات المحمولة، واثنين من الدرابزونات تركب عليهما الأنابيب أو المغزل أثناء عمل المنفاخ على القطعة، والكتل هي أدوات على شكل المغرفة مصنوعة من خشب الفاكهة الغاطس بالمياه وتستخدم مثل لوح التشكيل لغرض تشكيل وتبريد القطعة في الخطوات الأولى للعمل. وأما الرافعات فهي أدوات على شكل ملاقط كبيرة ذات ريشتين والتي تستخدم لتشكيل القطعة لاحقاً، بينما المجاذيف هي قطعة مسطحة من الخشب أو الغرافيت تستخدم لعمل نقاط مسطحة مثل قاع الإناء. وتستخدم الملاقط لتنفيذ التفاصيل أو السحب على الزجاج. وهناك نوعان هامان من المقصات وهما المقصات المستقيمة والمقصات الماسية، فالمقصات المستقيمة ضخمة في الأساس لتستخدم لعمل القطوع الخطية، بينما يكون للمقصات الماسية شفرات تستعمل لعمل شكل ماسي معين عندما يتم فتحها جزئياً وتستخدم كذلك لقطع كتل الزجاج.
هناك العديد من الطرق لعمل الأشكال والألوان للزجاج المنفوخ، ومنها تدوير الزجاج المصهور في لون مسحوقي أو قطع أكبر من الزجاج الملون يسمى «الفريت»، ويمكن عمل أشكال معقدة بقدر كبير من التفاصيل من خلال استخدام القصبة (قضبان من الزجاج الملون) والمورانو (قضبان يتم تقطيعها في شكل مقاطع عرضية لتظهر أشكالاً معينة)، ويمكن ترتيب هذه القطع الملونة في شكل معين على سطح مستو، ثم «تلتقط» بدحرجة فقاعة من الزجاج المصهور عليها. وتسمى إحدى طرق التقصيب الأكثر دقة وتعقيداً «ريتيسيلو»، والتي تنطوي على عمل فقاعتين من القصبة، كل واحدة تُجدل في اتجاه مختلف ثم تجتمعان وتنفخا لتأخذا الشكل النهائي.
ولقد كان صناع المصابيح والذين كانوا يعملون على أحجام أصغر بكثير، يستخدمون في الماضي مصابيح الكحول وهواء التنفس أو منفاخ الهواء لإشعال نار حامية على دكة العمل لمعالجة قضبان وأنابيب الزجاج المشكلة مسبقاً، وكانت المعامل التي نشطت في هذا المجال تصنع الأدوات الزجاجية للمعامل، والخرز، و«العينات» العلمية الدائمة - المنحوتات الزجاجية المصغرة. ولا تزال هذه الحرفة التي ظهرت كشكل من اشكال الفن في أواخر عقد الستينات على يد هانز غودو فرابيل (وتبعهم في ذلك في وقت لاحق فنيو صناعة المصابيح مثل ميلون تاونسند وروبرت ميكلسون) موجودة حتى اليوم. هذا ويستخدم صانعو المصابيح في العصر الحديث لهب الأوكسجين أو غاز البروبان أو الغاز الطبيعي، وتسمح الشعلة الحديثة لعامل الفرن بمعالجة الزجاج المرن ونافخ الزجاج بمعالجة الزجاج البورسليكات (التكبير البسيط)، وقد يستعمل هذا الأخير أيضاً المشاعل ذات الرؤوس المتعددة ومخارط خاصة للمساعدة في تشكيل الزجاج أو الكوارتز المصهور لمشاريع خاصة.

## الأصول
يأتي أقرب دليل على نفخ الزجاج من تشكيلة من النفايات من أحد متاجر الزجاج، وتشمل أجزاء من أنابيب الزجاج وقضبان الزجاج والقوارير الصغيرة المنفوخة والتي ألقيت في ميكفاه، وهو حمام طقوس في الحي اليهودي من البلدة القديمة في القدس والتي يرجع تاريخها إلى سنة 37-4 قبل الميلاد، وبعض من أنابيب الزجاج التي وجدت هي من النوع المغلق في أحد الطرفين ويتم تكبيرها جزئياً عن طريق النفخ في الطرف المفتوح بينما يبقى ساخناً لتشكيل زجاجة صغيرة، وبالتالي فهي تعتبر أشكال بدائية لأنبوب النفخ.
وبالتالي فإن أنبوب النفخ لا تمثل فقط المحاولات الأولية للتجريب بواسطة صانعي الزجاج في صناعة نفخ الزجاج، بل هي أيضاً خطوة ثورية أدت إلى تغير في المفهوم وفهم عميق لمادة الزجاج، ومثل هذه الاختراعات تغطي بسرعة على الطرق التقليدية الأخرى، مثل الصب وتشكيل النواة في الأعمال الزجاجية.

## التطورات الأخيرة
بدأت «حركة زجاج الاستوديو» في عام 1962 عندما أقام هارفي ليتلتون (أستاذ خزف) ودومينيك لابينو (كيميائي ومهندس) ورشتي عمل في متحف توليدو للفنون، حيث بدأوا تجارب لصهر الزجاج في فرن صغير وعمل قطع فنية من الزجاج المنفوخ. هذا وقد روج ليتلتون لاستخدام الأفران الصغيرة في استوديوهات الفنانين الخاصة، وقد ازدهر هذا الأسلوب لنفخ الزجاج في جميع أنحاء العالم، وظهر على إثر ذلك فنانون لامعون كثر مثل كيلي دايل ودانتي ماريوني وفريتز دريسزباخ ومارفن ليبوفسكي، فضلاً عن العشرات من الفنانين الزجاجيين الآخرين المحدثين، وهناك اليوم العديد من المؤسسات المختلفة في جميع أنحاء العالم التي توفر الموارد لصناعة الزجاج لأغراض التدريب ومشاركة المعدات.
هذا ويتطلب العمل مع القطع الكبيرة أو المعقدة فريقاً من عمال الزجاج، في منظومة معقدة من الحركات الدقيقة في الوقت المناسب، وقد شجع هذا الاحتياج على التعاون بين الفنانين الزجاجين في مجموعات عمل شبه دائمة ومؤقتة.